# Molossoidi
I molossoidi sono una famiglia di razze canine selezionate per servire l'uomo in tutti quei compiti che richiedono forza e resistenza. Sono cani per lo più grossi e potenti, robusti, con un carattere deciso e con un forte attaccamento al padrone. La Fédération cynologique internationale ("FCI") le classifica in un apposito Gruppo, il n. 2 "Cani di tipo pinscher - schnauzer - molossoidi - bovari svizzeri".
Si tratta di un nutrito gruppo di razze che si possono suddividere in almeno tre grandi gruppi:
1. Cani da montagna, il tipo più arcaico di molossoidi, selezionati nell'Antichità come cani da guardiania e d'utilità (es. Cane di mannara, Cane da montagna dei Pirenei, Pastore del Caucaso, Pastore dell'Asia Centrale, Terranova, Cane di San Bernardo, Pastore fonnese, Mastino spagnolo), catalogati dalla FCI nel Gruppo 2 - Sezione 2 - Sottosezione 2 ma nel cui novero andrebbero iscritte anche razze assegnate al Gruppo 1 "Cani da pastore e bovari (esclusi bovari svizzeri)" quali il Cane da pastore maremmano abruzzese, il Kuvasz ed il Pastore della Sila;
2. Dogue, l'evoluzione "bellica" dei Cani da Montagna, anticamente selezionati come cani da guerra ed oggi usati come cani da difesa e guardiani della proprietà (es. Cane corso italiano, Mastino napoletano, Alano, Fila brasileiro, Dogue de Bordeaux, Deutscher boxer, Dogo canario, Rottweiler), catalogati nel Gruppo 2 - Sezione 2 - Sottosezione 1;
3. i molossoidi di piccola taglia (razze canine - gruppo 9 - sezione 11), generalmente da compagnia: Bulldog francese, Boston Terrier, carlino.

Importante poi ricordare che il termine "mastino" non costituisce una tipologia sistematica dei molossoidi. Il termine indica diverse razze, caratterizzate da grandi dimensioni, equamente distribuite tra le sottosezioni "dogue" (es. Mastino inglese) e "cane da montagna" (es. Mastino spagnolo).

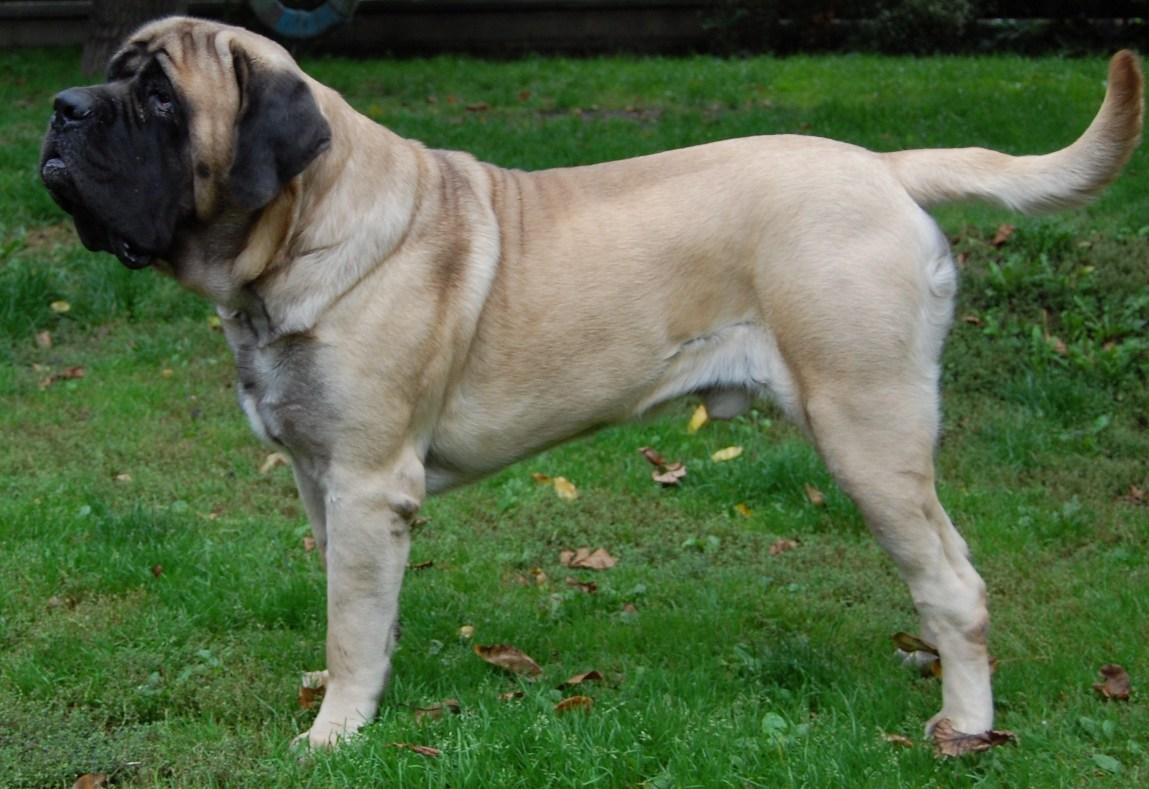
Il mastino inglese è una razza di cane molossoide di tipo "dogue".
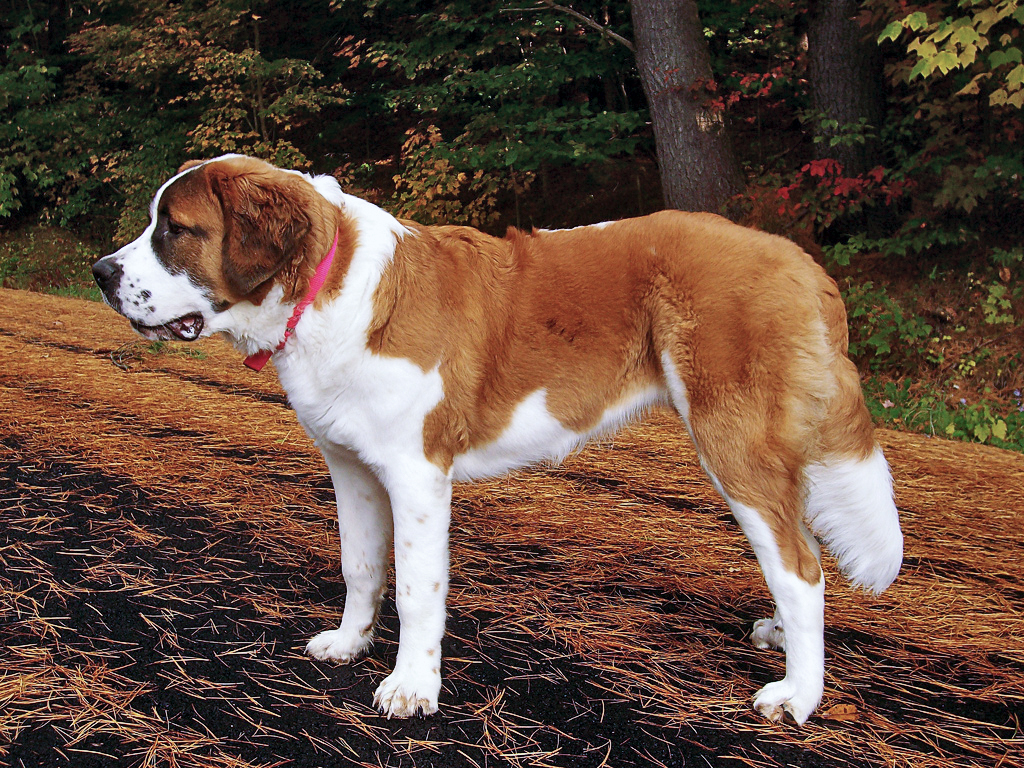
Il cane di San Bernardo è una razza di cane molossoide di tipo "cane da montagna".

## Storia

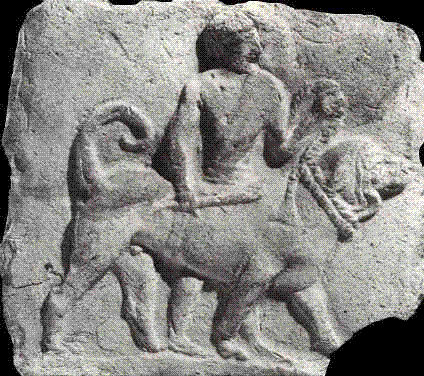
Bassorilievo di Ninive raffigurante l'antico molosside - British Museum, Londra.

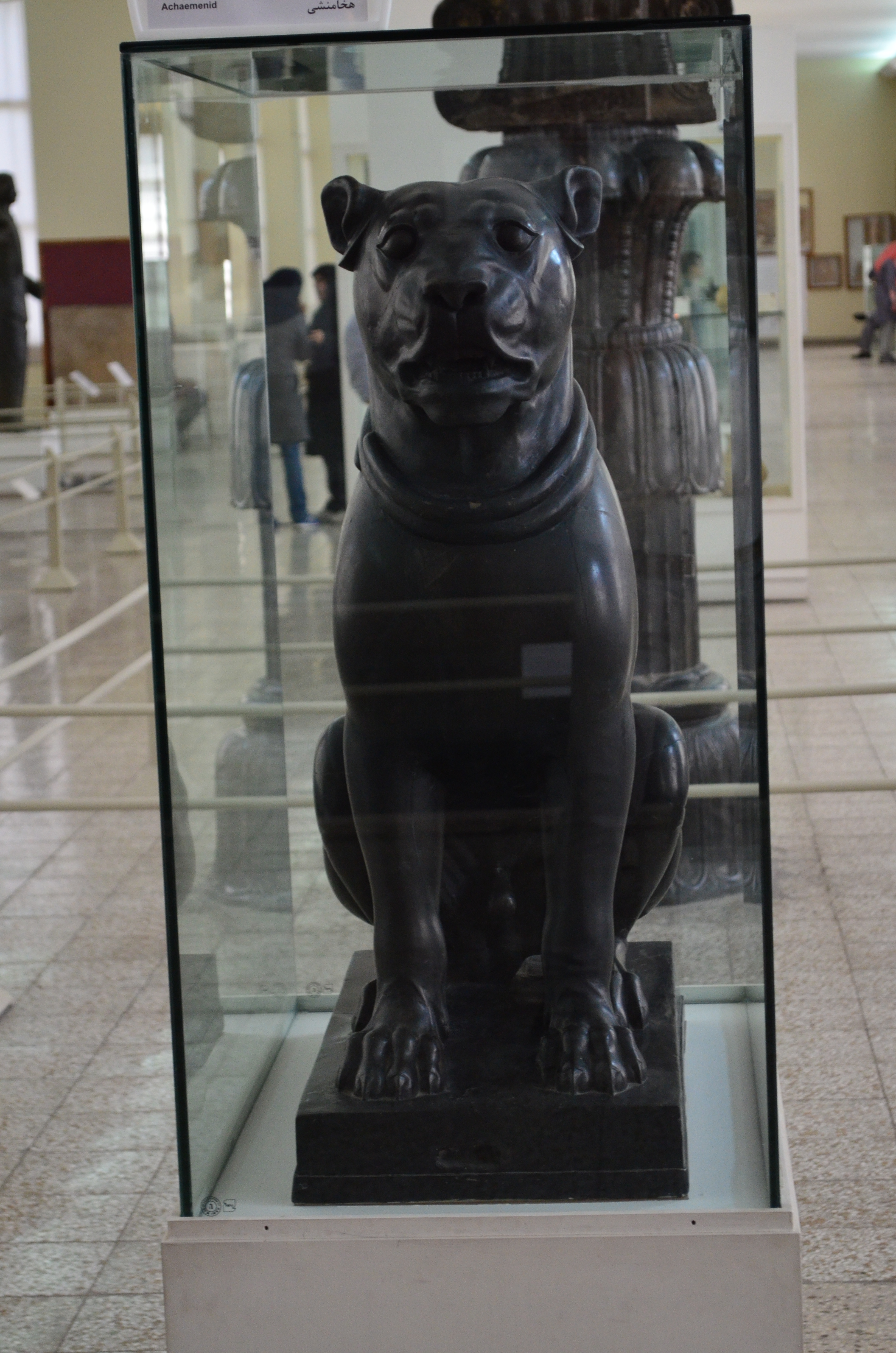
Statua di mastino persiano ritrovata a Persepoli - Museo Nazionale dell'Iran

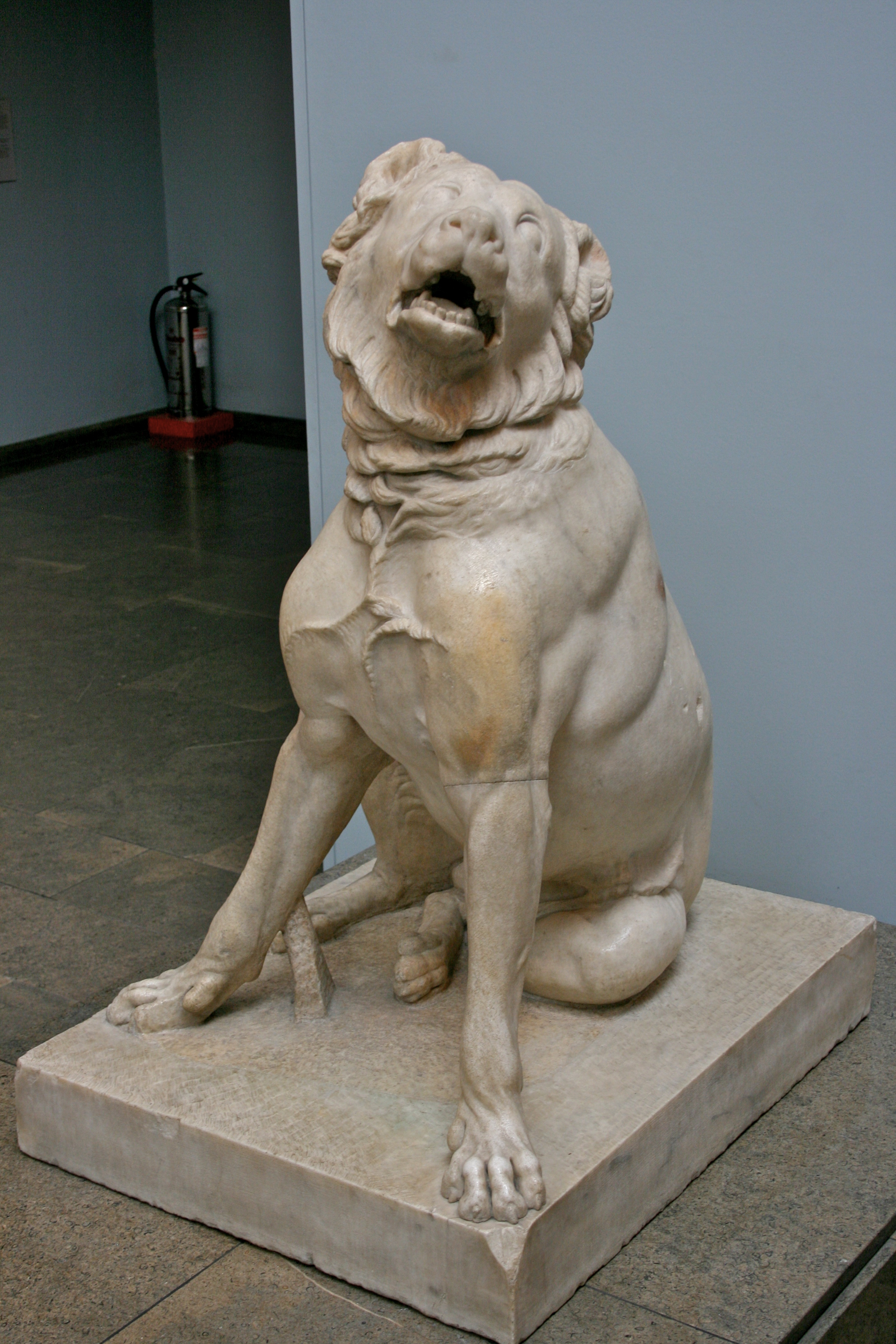
Statua romana raffigurante il Canis epiroticus ("Jennings Dog")- British Museum, Londra.

Tutte le attuali razze canine discendono da animali che l'uomo ha selezionato a partire da una specie oggi estinta di lupo preistorico nell'Ultimo massimo glaciale, quando la maggior parte dell'Eurasia era dominata dal bioma della c.d. Steppa dei mammut. È ad oggi argomento di dibattito se tale selezione sia stata avviata durante il Paleolitico o il Neolitico. Nel caso specifico dei molossoidi, è dato certo che queste razze vennero selezionate in un contesto protostorico, quando l'uomo aveva già cominciato a vivere in insediamenti stabili, e cioè diversi secoli dopo l'addomesticamento dei primi cani.

### Origini: ricerca e falsi miti
I molossoidi debbono il loro nome allo scomparso popolo dei Molossi d'Epiro (attuali Albania meridionale e Grecia settentrionale), noti nell'antichità per aver selezionato il cane molosso, apprezzato dai greci prima e dai romani dopo quale cane da guardia delle masserie e da guerra. Le origini dei molossoidi sono in realtà più antiche e lontane dall'areale del Mediterraneo. Il modello archetipico del molossoide fu quasi certamente quello del cane da montagna, originatosi in epoca protostorica nel Medioriente, fondamentalmente nella Mezzaluna Fertile, dove la nascente pastorizia (le prime aree in cui furono addomesticate le pecore furono gli altipiani di Turchia, Iraq e Siria) aveva evidenziato la necessità di selezionare un grosso cane difensore del gregge: il c.d. cane da guardiania. Nel corso dell'Età del ferro, nel contesto politico di un Medioriente costantemente oggetto di scontri bellici causati dal cozzare delle politiche espansionistiche delle prime grandi civiltà (assiri, babilonesi, ittiti, egizi), il grande pastore-custode divenne cane da guerra/palazzo e come tale venne raffigurato nei bassorilievi del palazzo di Assurbanipal ( 668 - 626 a.C.) a Ninive e, ancor prima, sempre a Ninive, su una tavoletta d'argilla datata al 850 a.C., oggi al British Museum raffigurante un uomo accompagnato da un enorme mastino tenuto alla catena.
Al collasso del Regno assiro (VII secolo a.C.), il molossoide si era ormai diffuso nelle terre del limitrofo Impero persiano che si fece promotore della diffusione della razza nell'areale caucasico, in quello indo-pakistano e, da lì, all'Estremo oriente. Questa tesi viene supportata sia dal persistere, ad oggi, di enormi biotipi canidi autoctoni in Turchia, Iran e Russia meridionale, sia dalla tradizione letteraria classica che testimonia l'esistenza di almeno quattro biotipi di grossi cani da guerra persiani: Elymaean (riva nord-orientale del Golfo Persico); Hyrcanian (riva sud del Mar Caspio), noto per la sua natura selvaggia; Carmanian, altro biotipo estremamente selvatico; Median, usato come da cane da guerra (forse dalle parti sud-occidentali della Persia). Mitologia vuole che l'enorme Hyrcanian fosse il risultato di un incrocio tra una tigre e una cagna. Grazio Falisco narra che le cagne in estro sfuggissero i cani maschi per andare nel bosco ad accoppiarsi con le tigri, per produrre prole più "nobile". L'autore passa poi ad asserire che questi cani-tigre, seppur inclini a uccidere il bestiame, fossero preziosi per gli indigeni in quanto grandi combattenti. Supportano questi dato anche prove "toponomastiche". La contrada iraniana oggi occupante le terre dell'antica Ircania, il Gorgān (lingua persiana گرگان), nella provincia di Mazandaran, è infatti "[la terra dei] lupi" ed ospita biotipi canidi di grossa taglia, i Sage-Siah (lett. "cani neri").
Nel Caucaso, il molossoide originò ceppi locali morfologicamente a caratterialmente molto simili che oggi la cinologia tende ad accorpare in poche razze dalle numerose varianti indigene: es. il c.d. "Cane da pastore dell'Asia centrale", razza ufficialmente riconosciuta dalla FCI creata o per meglio dire codificata nella ex-URSS partendo dai ceppi indigeni Alabai (Turkmenistan), Tobet (Kazakistan) e Torkuz (Uzbekistan). Diffondendosi verso l'Estremo Oriente, il molossoide originò invece ceppi locali caratterialmente simili (forti, dominanti, territoriali e protettivi verso la famiglia umana) ma dalle notevoli diversità morfologiche dovute al clima ed al territorio di sviluppo: nel Sindh (Mastino del Sindh), tra il Nepal (Bhotia) ed il Bhutan (Bjop-Khyi), tra le pendici indo-pakistane dell'Himalaya (cane dei Gaddi e cane dei Bakarwal) e le steppe mongoliche (Bankhar), ecc. Tra le tante razze himalayane, la razza che, in ragione dell'isolamento, si ritiene abbia meglio conservato le caratteristiche dell'antenato è il mastino tibetano: studi recenti di genomica hanno infatti acclarato che, laddove diverse razze canine divergono geneticamente dal lupo grigio 42.000 anni fa, il tibetano diverge 58.000 anni fa e che la sua linea genetica si può riscontrare in altri cani da montagna come il Bovaro del bernese, il Cane di San Bernardo ed il leonberger. Caratteristica comune alla diaspora orientale dei molossoidi è il perdurare, in seno ad alcune varianti locali, di due tipi distinti di cane: la versione rustica e leggera, ancora oggi impiegata come cane da lavoro, e quella più massiccia e pesante utilizzata per la guardia della casa proprio perché allevata in un contesto socio-culturale più ricco e quindi libera di esprimere al meglio le proprie potenzialità fisiche in ragione di un'alimentazione più ricca. Ciò vale a titolo di esempio per il Torkuz da guardia ed il Torkuz-Sarkangik da lavoro o per le varianti Rong-khyi e Brog-khyi del mastino tibetano.
Più complesso è invece definire se la diaspora mediterranea dei molossoidi sia dovuto sempre ai persiani o sia un fenomeno più antico. Sin dall'Età Micenea, al tempo cioè dell'Impero Medio-Assiro, il popolo dei Molossi d'Epiro selezionava il Cane Molosso che tramite loro si diffuse in Grecia. Fu però certamente tramite i Persiani, con i quali i Greci ebbero continui scontro/incontri, che i numerosi ceppi molossoidi fioriti in Asia raggiunsero l'Occidente. Lo stesso Erodoto racconta che durante la seconda guerra persiana, il sovrano achemenide Serse I portò con sé in Grecia grandi cani da guerra indiani, gli stessi che aveva fatto raffigurare dai suoi scultori a Persepoli. Importante poi ricordare che sin dal regno di Dario I (VI secolo a.C.), padre di Serse, i persiani occupavano in modo semi-permanente la Tracia, limitrofa all'Epiro e che proprio in quella zona si svilupparono diversi ceppi indigeni europei di molossoidi morfologicamente molto simili tra loro: il molosso di Tracia, il Pastore rumeno Raven, il Ciobănesc românesc de Bucovina, ecc. Più azzardata parrebbe ad oggi invece l'ipotesi avanzata dalla cinologia britannica d'inizio XX secolo secondo cui una significativa diaspora occidentale dei molossoidi fosse riconducibile all'importazione del Molossoide per tramite dei Fenici e delle loro rotte commerciali oceaniche.

### Diffusione e sviluppi
In Occidente, la diffusione dei molossoidi si dovette largamente ai Romani che selezionarono un molosso romano, o Canis pugnax, dal molosso epirota e da altri molossoidi mediorientali (i frequenti rimandi nel Cynegeticon di Falisco a razze canine asiatiche testimoniano l'esistenza di un florido mercato dei cani al tempo dell'Impero), diffondendolo per tutta Europa al seguito delle loro legioni e per tramite degli spettacoli circensi: se ne trovano raffigurazioni in diversi mosaici di età imperiale. Questa razza, ormai scomparsa, sopravvive però in molte razze di molossi moderni, di cui è progenitrice: quella che per forma fisica gli si avvicina di più non è il mastino napoletano odierno troppo pesante e linfatico ma è il cane corso che risulta essere più leggero ed agile.

Secondo un diffuso ed errato luogo comune, generato dalla cinologia britannica novecentesca, diversi autori dell'epoca imperiale tra cui lo stesso Falisco avrebbero testimoniato l'esistenza di una razza molossoide autoctona britannica: i Pugnaces Britanniae allevati dai Britanni. Tali cani, massicciamente impegnati dagli stessi Romani nelle venationes erano però quasi certamente più simili agli odierni irish wolfhound che ai mastiff o ai bulldog seppur, tramite incroci con i molossoidi importati dall'Europa a diverse riprese, possano aver contribuito alla taglia gigante dell'attuale mastino inglese.
In Cina, al tempo della Dinastia Han (206 a.C.-220 d.C.), veniva nel frattempo selezionato lo Shar Pei, una razza molossoide di dimensioni contenute, adatta alla caccia ed alla cinomachia.
Periodo fondamentale per lo sviluppo delle razze molossoidi attuali furono il Medioevo ed il Rinascimento.

In Cina, durante il regno della Dinastia Song (960-1266), venne ufficialmente selezionato il Carlino, la prima forma di molossoide "da compagnia" che raggiunse l'Europa intorno al XVI secolo per tramite dell'Impero mongolo.
Due cani di grossa taglia chiamati Passalaqua e Falchòn furono donati al sovrano ottomano dall’ambasciatore veneziano Daniele Corner nel 1387. Murad I ne fu così soddisfatto che chiese anche una femmina, sempre con la testa grossa, in modo da poter dare inizio all’allevamento di una simile razza anche nel suo paese. L'autore ottomano Evliya Elebi parla invece dei "cani sansone" dell'esercito ottomano: bestie enormi, più simili a leoni che a canidi, necessitanti di 2 o 3 custodi per poter essere controllati.
Nelle Colonie americane, i conquistadores ispano-portoghesi importarono sia i mastini sia i segugi, finendo poi con l'ibridare le razze per selezionare nuove linee che fungessero a un tempo da cani da guardia e cani da caccia all'uomo (sia indios sia schiavi africani fuggiaschi, i c.d. "cimarroni"): il Fila brasileiro, il Dogo cubano (estinto), ecc.
Nel corso del XIX secolo, nuovi tipi di molossoidi vennero selezionate.

Il numero dei "molossoidi da compagnia", prima costituiti unicamente dal carlino, venne arricchito con la selezione dell'attuale Bulldog inglese, ottenuto incrociando il vecchio bulldog proprio con il carlino (il ripetersi di detti incroci portò anche allo sviluppo dell'estinto Toy Bulldog), del Boston Terrier (selezionato negli USA con un processo affine a quello del bulldog inglese) e del Bulldog francese sviluppato Oltremanica dal "nuovo" bulldog britannico per tramite degli operai inglesi emigrati per lavoro in Normandia.

## Descrizione

### Struttura fisica
Ve ne sono di diversa forma e peso dai 5 kg del carlino ai 120 kg di un mastiff o mastino spagnolo.

### Carattere
I molossi, a differenza di altre razze, sono molto dipendenti dal padrone e sentono il bisogno di avere sempre un contatto fisico che a volte può sembrare quasi "appiccicoso". Il molosso è un cane fedele, attaccato al padrone, robusto, atletico per chi volesse fare sport, ma al tempo stesso abbastanza riflessivo. È un cane estremamente giocherellone che matura verso i 3 anni; anche dopo questa età rimane comunque un cane che desidera giocare e divertirsi insieme al padrone. In genere sono comunque cani che richiedono un elevato grado di addestramento, essendo molto forti fisicamente ed estremamente reattivi, e in generale come tutti gli altri cani hanno bisogno di essere educati fin da piccoli al rispetto e all'obbedienza per l'uomo.

## Educazione
Il molosso ha necessità di un compagno che lo indirizzi in maniera corretta e semplice verso quelle che saranno le sue attività, con un'educazione che non deve mai essere basata sulle punizioni bensì sulla pazienza perché in generale si tratta di cani molto sensibili. Con una corretta educazione si avrà un cane capace allo stesso tempo di proteggere e di giocare con il suo padrone.

## Legislazione in Italia
A seguito di alcuni casi di aggressione, il governo italiano emise un decreto che rendeva obbligatori guinzaglio e museruola per buona parte dei molossoidi in tutte quelle occasioni in cui il cane sia a contatto con altri cani o persone: es. i giardini pubblici. Ai giorni attuali, invece, è stato reso obbligatorio il guinzaglio per qualsiasi cane venga condotto in luogo pubblico, che sia di grande o piccola taglia.

## Galleria d'immagini

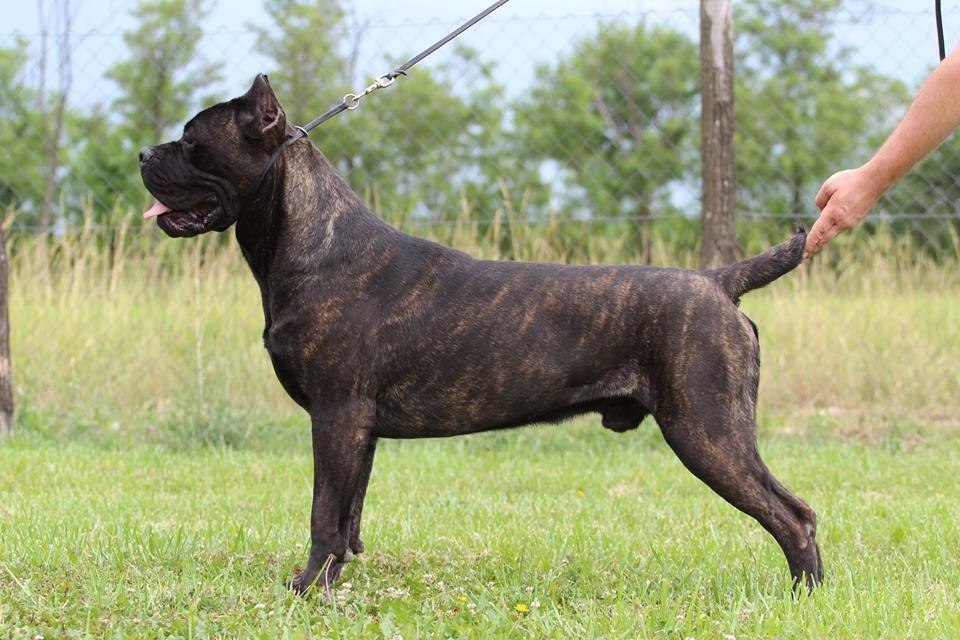
Un Cane Corso italiano: il suo peso è di 50 Kg; è alto 68 cm; il suo carattere è forte, dolce e pacato, leale e protettivo.
Un perro da presa canario: il suo peso è di 59 kg; è alto 65 cm; il suo carattere è diffidente ma gentile.
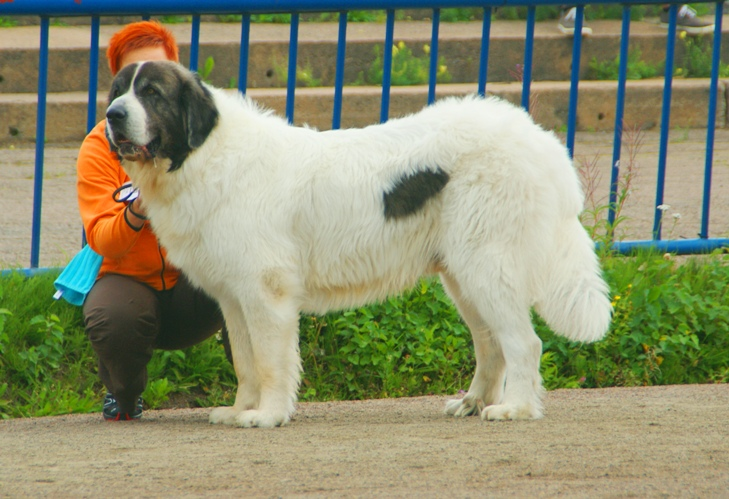
Un mastino pireneo: il suo peso è di 81 kg; è alto 77 cm; il suo carattere è consapevole ma fedele.
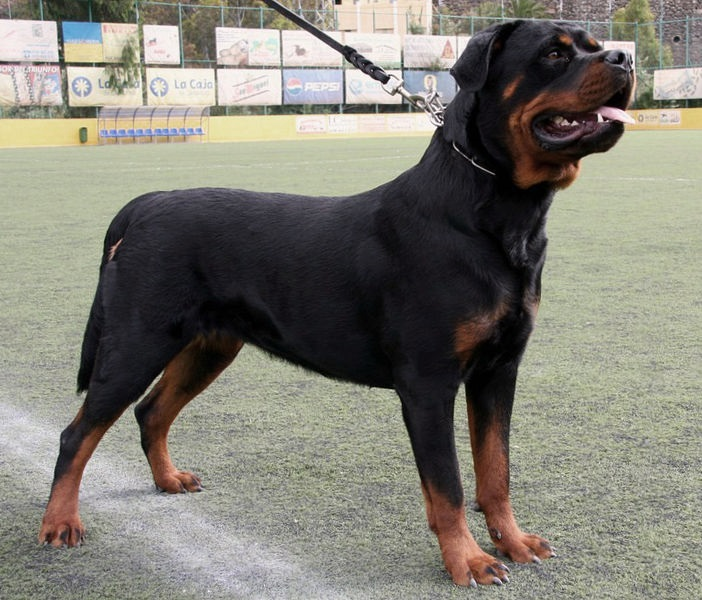
Un rottweiler: il suo peso è di 60 kg; è alto 69 cm; il suo carattere è all'erta ma affabile.
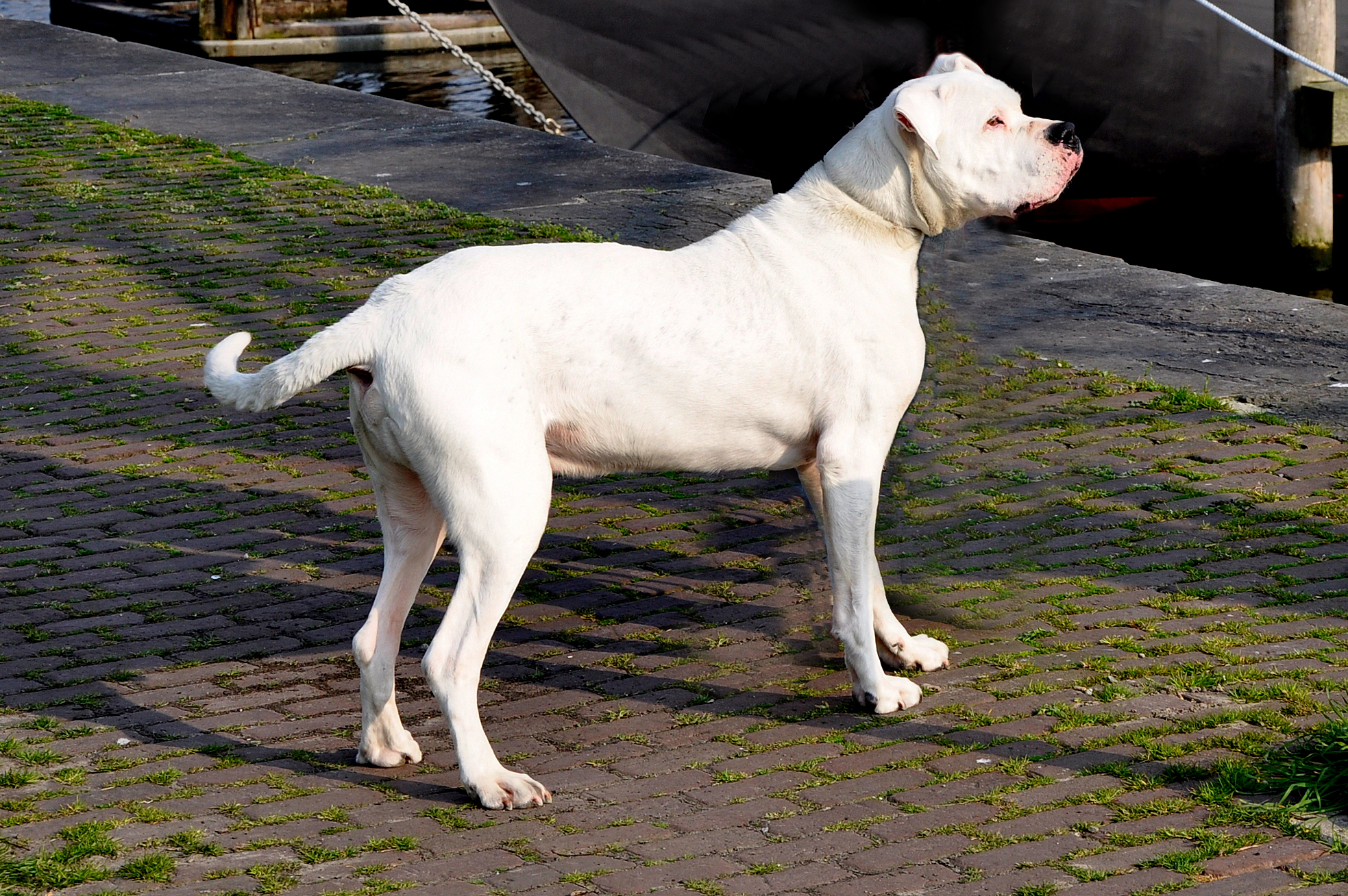
Un dogo argentino: il suo peso è di 45 kg; è alto 68 cm; il suo carattere è protettivo ma amichevole.
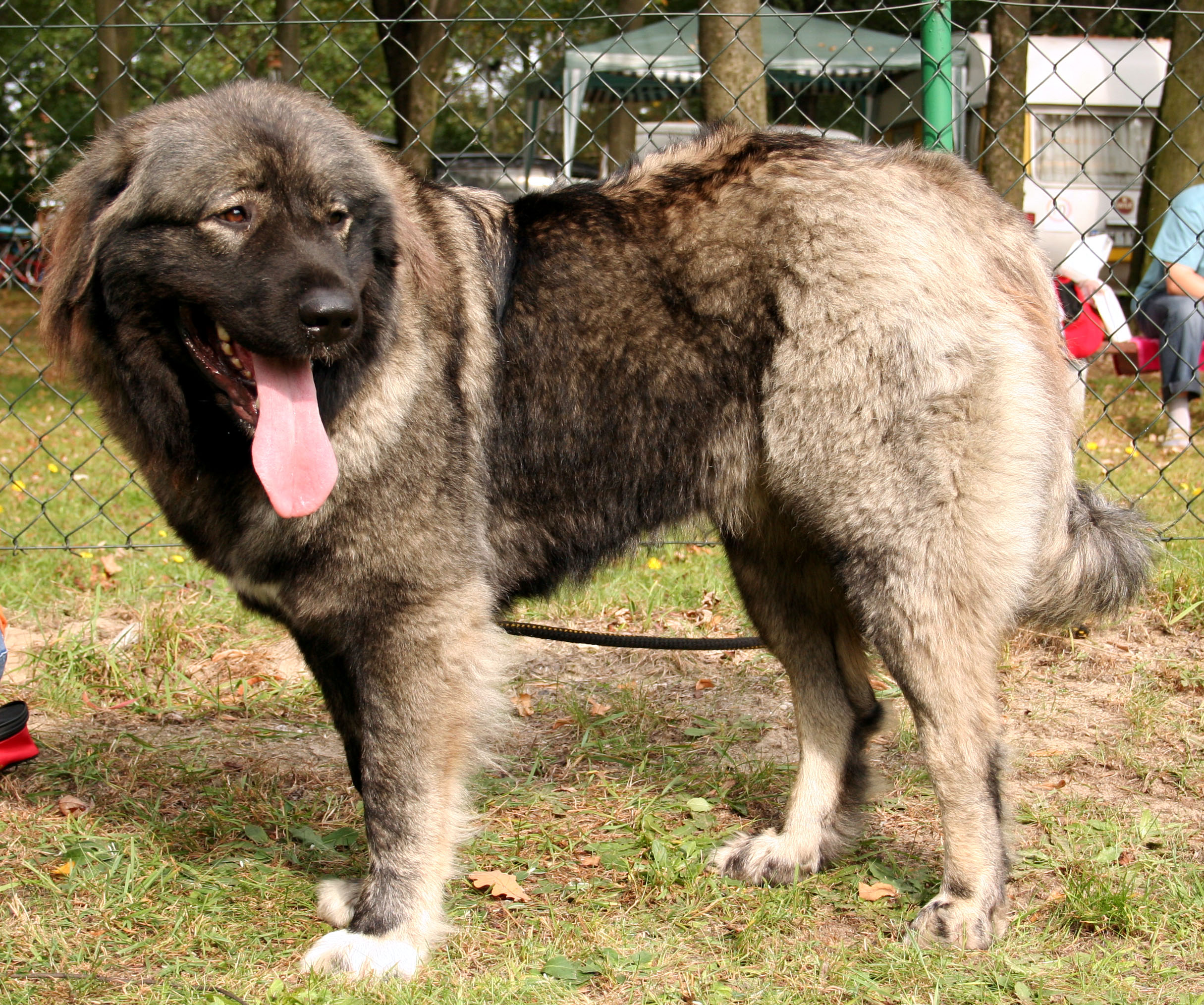
Un cane pastore caucasico: il suo peso è di 90 kg; è alto 70 cm; il suo carattere è dominante ma sveglio.
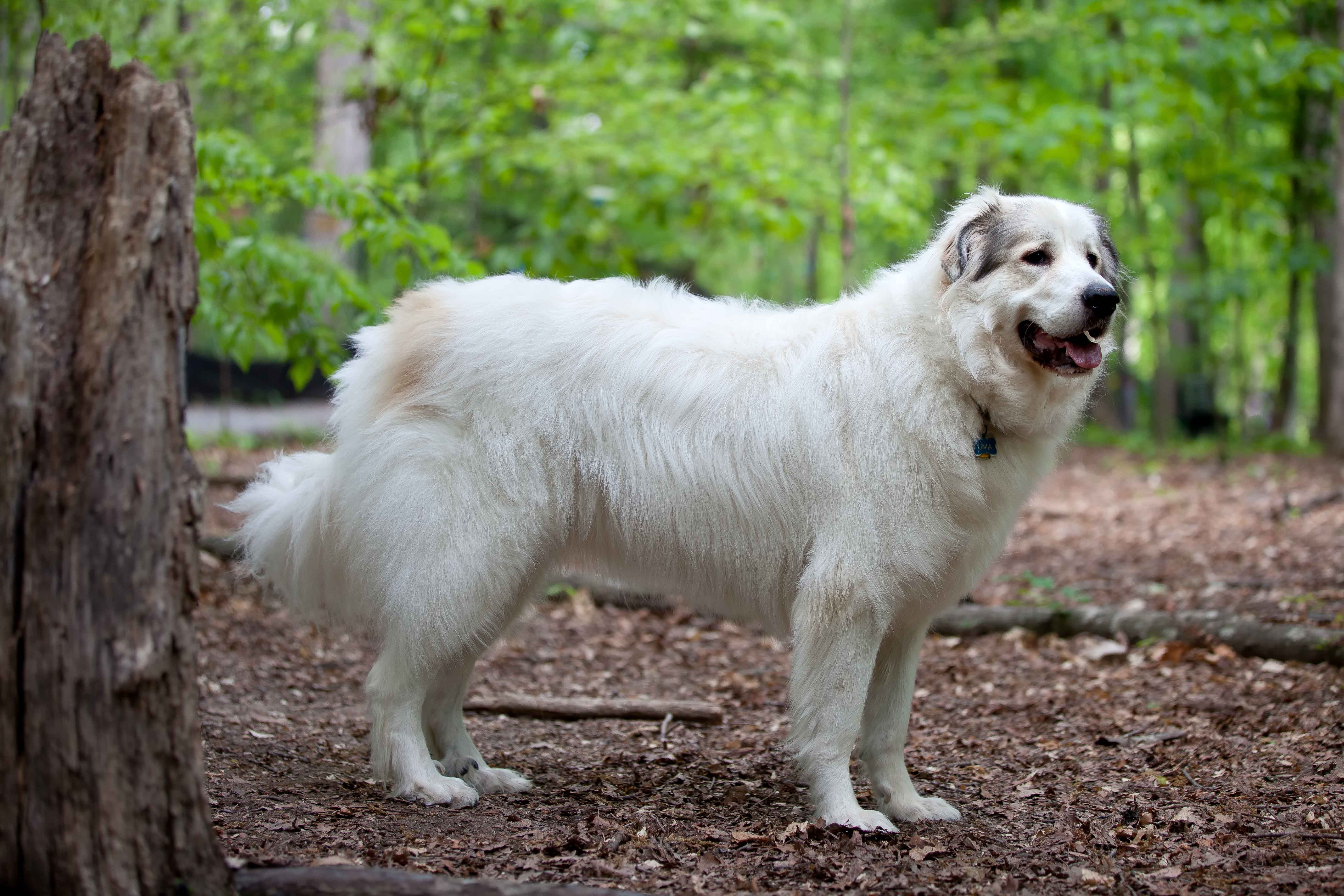
Un patou: il suo peso è di 54 kg; è alto 82 cm; il suo carattere è determinato ma affettuoso.
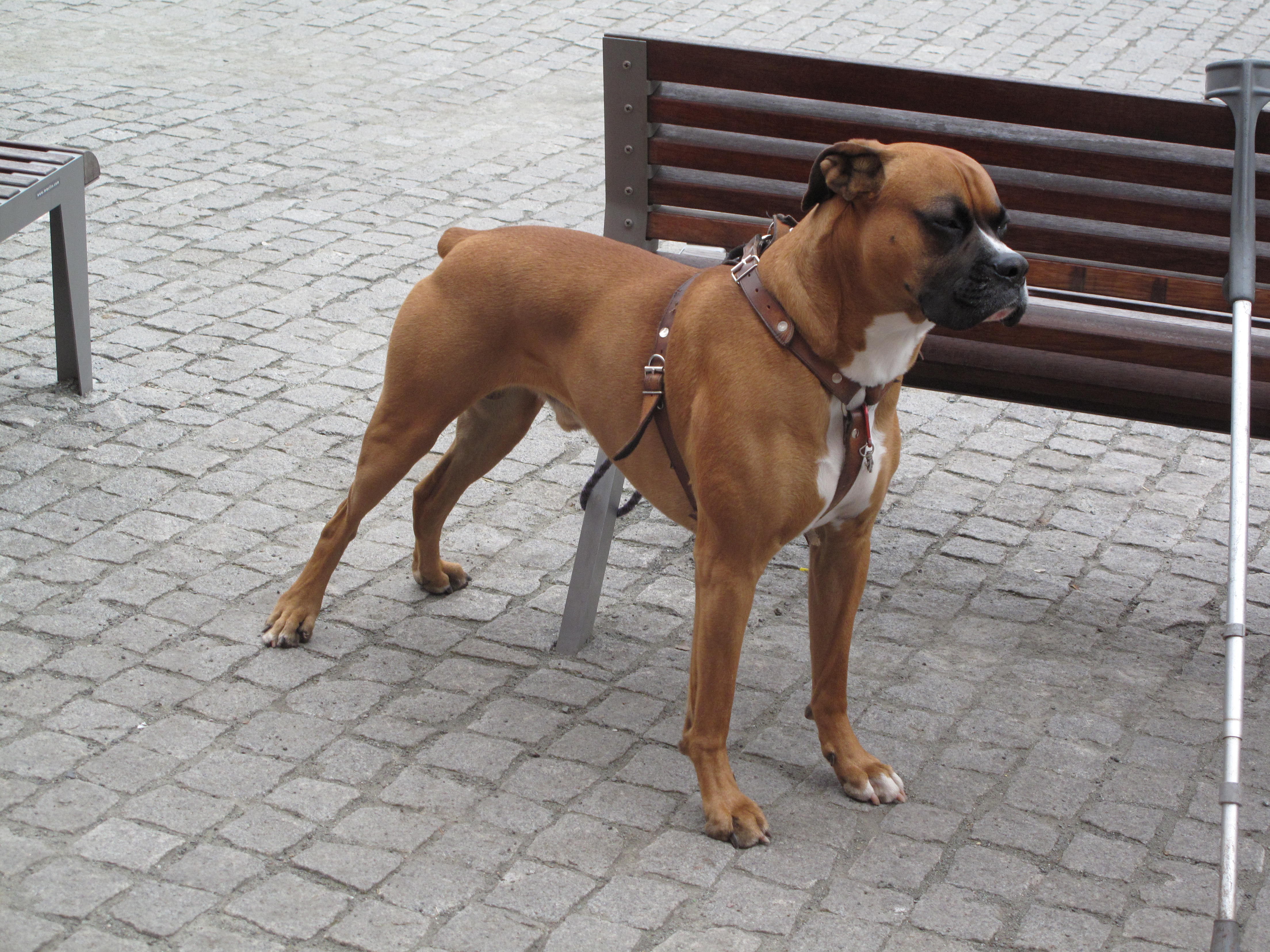
Un boxer tedesco: il suo peso è di 32 kg; è alto 63 cm; il suo carattere è coraggioso ma leale.

### Fonti
- Erodoto (V secolo a.C.), Storie.
- Evliya Elebi (XVII secolo), Seyâhatnâme.
- Grazio Falisco (I secolo), Cynegeticon.

### Studi
- Alderton D (1984), The Dog, Londra, Macdonald, ISBN 0-356-10443-5.
- Fogle B [a cura di] (2000), The New Encyclopedia of the Dog, Doring Kindersley (DK), ISBN 0-7894-6130-7.
- Leighton R (1907), The New Book of the Dog, Londra-New York, Cassell.
- Oliff D [a cura di] (1999), The Ultimate Book of Mastiff Breeds, Howell Book House, ISBN 1582450803.
- Palmer J (1994), The Illustrated Encyclopedia of Dog Breeds, ISBN 0-7858-0030-1.